# Cheng Bing (athlétisme)
Cheng Bing (né le 16 novembre 1979) est un athlète chinois, spécialiste des courses de demi-fond.

## Biographie
Il remporte la médaille d'or du 800 mètres et la médaille de bronze du 1 500 mètres lors des championnats d'Asie 1998 à Fukuoka.

### Palmarès
| Date | Compétition         | Lieu    | Résultat | Épreuve | Performance   |
| ---- | ------------------- | ------- | -------- | ------- | ------------- |
| 1998 | Championnats d'Asie | Fukuoka | 1er      | 800 m   | 1 min 47 s 71 |
| 1998 | Championnats d'Asie | Fukuoka | 3e       | 1 500 m | 3 min 44 s 92 |

### Records
| Épreuve | Performance   | Lieu    | Date            |
| ------- | ------------- | ------- | --------------- |
| 800 m   | 1 min 47 s 71 | Fukuoka | 22 juillet 1998 |